# Reimpression - Mireille Mathieu chante ses plus grands succès de 1966 à 1976
Reimpression - Mireille Mathieu chante ses plus grands succès de 1966 à 1976 est une compilation de la chanteuse française Mireille Mathieu sortie en France en 1977, éditée par Philips et distribuée par Phonogram. La compilation fut publiée sous format 33 tours mais aussi sous format cassette audio.

## Chansons de la compilation
| No  | Titre                              | Auteur                                                              | Durée |
| --- | ---------------------------------- | ------------------------------------------------------------------- | ----- |
| 1.  | Mon credo                          | André Pascal, Paul Mauriat                                          | 2:48  |
| 2.  | La dernière valse                  | Hubert Ithier, Les Reed                                             | 3:06  |
| 3.  | Una canzone                        | André Pascal, Franck Bracardi                                       | 2:35  |
| 4.  | La Première étoile                 | André Pascal, Paul Mauriat                                          | 3:36  |
| 5.  | Pardonne-moi ce caprice d'enfant   | Patricia Carli                                                      | 2:35  |
| 6.  | Acropolis Adieu                    | Catherine Desage, Christian Bruhn                                   | 3:25  |
| 7.  | En frappant dans nos mains         | Hubert Ithier, Giorgio Moroder                                      | 3:42  |
| 8.  | La Paloma adieu                    | Catherine Desage, Sebastian Yradier, Christian Bruhn, Georg Buschor | 3:49  |
| 9.  | Folle, folle, follement heureuse   | Charles Aznavour, T. Renis, A. Testa                                | 3:38  |
| 10. | Tous les enfants chantent avec moi | Eddy Marnay, Bobby Goldsboro                                        | 3:24  |
| 11. | Et tu seras pote                   | Jean-Pierre Lang, René Vincent                                      | 4:20  |